# Nicrophorus germanicus
Nicrophorus germanicus es una especie de escarabajo enterrador del género Nicrophorus, categorizada en la tribu Nicrophorini, de la subfamilia Nicrophorinae. Fue descrita por Linnaeus en 1758.

## Distribución
Se distribuye por Europa: Bielorrusia, Chequia (Bohemia, Moravia), Francia, Alemania, Italia, Rusia, Eslovaquia, Ucrania y Asia: Armenia, Irán, Siria y Turquía.